# متلازمة انعدام الحافز
متلازمة انعدام الحافز هي حالة نفسية تتصف بفقدان الرغبة في المشاركة في النشاطات والفعاليات الاجتماعية، وقد يصاحبها حالة من اللا مبالاة. يدّعي البعض أن هذه المتلازمة نتيجة مباشرة من نتائج تدخين الحشيش، في حين ينفي بعض الباحثين هذا الادعاء.

## الأعراض
تتلخص أعراض متلازمة انعدام الحافز فيما يلي:
- الميل إلي الانطوائية، حيث يتجنب المصاب التفاعلات الاجتماعية ما أمكن، ويكون دائما مشغول الذهن بأفكاره وعالمه الخاص.
- السلبية في العمل، حيث أن دوافع المصاب ليست بالقدر الذي يجعله يؤدي عمله بكفاة وإيجابية.
- تجنب المنافسة قدر الإمكان.
- فقدان الطاقة أو الحيوية، كما أن تركيز المصاب ليس حاضرا بصورة كافيه.
- اللا مبالاة حيث يُظهر المصاب عواطف وانفعالات محدودة وبصورة أقل مما يتطلبه الموقف، فباختصار يكون رد فعل المصاب أو شعوره مماثلا مهما اختلفت المواقف.
- اضطراب في التركيز لا سيما في المواقف الاجتماعية.

## الأسباب
في البداية كان يُعتقد أن متلازمة انعدام الحافز هي أحد أضرار إدمان الحشيش، حيث بعض الدراسات أن الحشيش يحث ويشجع على خلق هذه الحالة، إلا أن الدراسات الحديثه أكدت على أن الحشيش ليس سببًا مباشرا للمتلازمة، حيث وُجد أن عدد قليل من مدمني الحشيش هم من يعانون من المتلازمة، كما ورد في تقرير لمنظمة الصحة العالمية:( كون الحشيش سببا لمتلازمة انعدام الحافز هو أمر محل شك).
طبقا لدليل الدواء النفسي الاكلينيكي (Handbook Of Clinical Psychopharmacology) فإن المتلازمة مُدرجة كواحدة من الأعراض الجانبية لمثبطات استرداد السيروتونين الانتقائية المستخدمة في علاج الاكتئاب الاكلينيكي.

## العلاج
يهدف العلاج إلي تخفيف حدة وطأة الأعراض السابقة عن طريق تزويد اجراءات وقائية لمنع حدوث أو تطور الحالة، ويعتمد العلاج على العديد من المحاور نظرا لأن السبب الأساسي لحدوث المتلازمة لا يزال غير واضح.
من بين طرق العلاج: تغيير نمط الحياة، والتوقف عن إدمان المخدارات والعقاقير ومن بينها الحشيش، والالتزام بالنظام العلاجي، وعلاج تأهيلي لمدمني الحشيش، وتحليل نفسي لفهم أفضل للذات ولإشباع الحاجات العاطفية، وعلاج معرفي سلوكي من أجل تقليل التوتر والضغط النفسي، بالإضافة للدعم النفسي والوجداني من أفراد العائلة والأصدقاء المقربين.